# Alberta Highway 93
Der Highway 93 in der kanadischen Provinz Alberta führt auf einer Länge von 266 Kilometer in Nord-Süd-Richtung durch die Rocky Mountains. Er beginnt an der Grenze zur Provinz British Columbia am Vermilion Pass im Banff-Nationalpark und endet südlich von Jasper an der Kreuzung zum Highway 16, dem Yellowhead Highway im Jasper-Nationalpark.

## Abschnitte
Der Highway 93 kann in drei Abschnitte gegliedert werden:

### Banff-Windermere Highway
Am Vermilion Pass überquert der British Columbia Highway 93 von Süden kommend die Grenze zwischen den Provinzen und wird zum Alberta Highway 93. Mit Überqueren der Grenze hat der Highway nicht nur in eine andere Provinz gewechselt, sondern auch vom Kootenay-Nationalpark in British Columbia zum Banff-Nationalpark in Alberta. Die nun folgenden rund 10 km bis zur Kreuzung mit dem Highway 1 wird der Highway 93 auch Banff-Windermere Highway genannt.

### Trans-Canada Highway
Nahe der Ortschaft Vermilion Crossing trifft der Highway 93 auf den Highway 1, der hier auch den südlichen Verlauf des Trans-Canada Highways bildet. Für die nächsten 30 km verlaufen diese beiden Highways gemeinsam. Dabei kreuzen die Straßen zuerst den Bow River, bevor sie die Ortschaft Lake Louise erreichen. Kurz nach der Ortschaft trennen sich die beiden Highways wieder. Der Trans-Canada Highway nimmt weiter seinen Weg Richtung Westen, mit der Ortschaft Golden in British Columbia als nächste größere Stadt. Der Highway 93 wendet sich nach der Trennung wieder Richtung Norden.

### Icefields Parkway
Nach der Trennung vom Highway 1 wird der Highway 93 nun Icefields Parkway genannt und führt auf den folgenden 230 Kilometern nach Jasper. Er verläuft in nördlicher Richtung entlang mehrerer Flussverläufe. Im südlichen Abschnitt befindet sich westlich der Straße der Bow River. Entlang der Strecke befinden sich zahlreiche Aussichtspunkte und Parkplätze, von denen aus die bekannten Seen und Berge erreicht werden. Am nördlichen Ende des Bow Rivers befindet sich der Bow Lake, der vom Bow-Glacier (Bow-Gletscher) gespeist wird. Die Straße quert hier den Bow Summit, mit 2088 m Höhe der höchste Punkt der Strecke. Im nun folgenden Hochtal, zwischen zahlreichen Bergen mit Höhen von mehr als 3000 m, folgt der Peyto Lake, der sich in den Mistaya River ergießt. Entlang dessen Verlauf führt Highway 93 weiter nach Norden, er kreuzt dann den North Saskatchewan River, in den der Mistaya River mündet. Bei der Mündung liegt die einzige Siedlung entlang der Strecke, Sasketchewan River Crossing. Die Ansiedelung ist auf der Strecke zwischen Banff und Jasper die einzige Möglichkeit, zu tanken und Vorräte zu ergänzen. In der Ansiedlung zweigt auch der Highway 11 ab. Dieser Highway führt dem North Saskatchewan River folgend von hier nach Rocky Mountain House und Red Deer. Highway 93 folgt flussaufwärts des North Saskatchewan Rivers nach Norden und gelangt über den Sunwapta Pass in einer Höhe von 2030 m in den Jasper-Nationalpark.

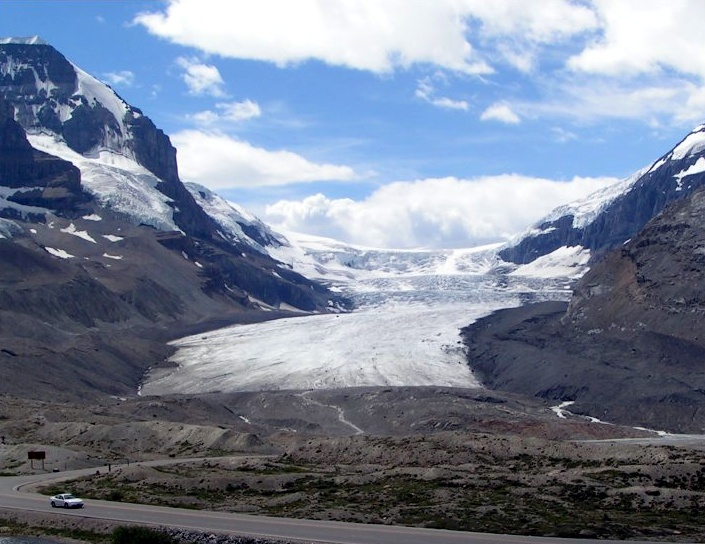
Athabasca-Gletscher am Columbia-Eisfeld

Westlich der überquerten Parkgrenze befindet sich das Columbia Icefield, zu deutsch Columbia-Eisfeld, das als Namensgeber für die Route dient. Man sieht von der Straße aus jedoch nur einen aus dem Eisfeld herausführenden Gletscher, den Athabasca-Gletscher.
Der Highway führt nun entlang des Sunwapta Rivers, bis dieser bei den Sunwapta Falls nach Westen schwenkt und dann in den Athabasca River mündet. Nach ca. 9 km befindet sich jedoch der Highway wieder in einem Flusstal, jetzt in dem des bereits erwähnten Athabasca Rivers.
An den Athabasca Falls, etwa 30 Kilometer südlich von Jasper, zweigt der Alberta Highway 93A ab. Dabei handelt es sich um die ehemalige Strecke des Highways 93. Die beiden Highways verlaufen nun rechts und links des Athabasca River weiter Richtung Norden, um sich, kurz nachdem der Highway 93 den Athabasca River überquert hat, etwa 6 km vor Jasper wieder zu vereinigen. Die letzten Kilometer verläuft der Icefields Parkway nun durch Gewerbegebiete von Jasper, um an einer Kreuzung zum Alberta Highway 16, der hier den nördlichen Trans-Canada Highway darstellt, zu enden.

## Gebühren
Highway 93 ist auf seiner vollen Länge gebührenpflichtig, da er komplett in Nationalparks liegt. Da jedoch Beginn und Ende jeweils an Zufahrtsstraßen liegt, die sich bereits im Nationalpark befinden, werden entlang der Strecke keine Mautgebühren direkt fällig, die Gebühr wird bereits im British Columbia Highway 93 bzw. am Highway 16 erhoben.